# شهرستان گائوتای
شهرستان گائوتای (به لاتین: Gaotai County) یک منطقهٔ مسکونی در چین است که در ژانگی واقع شده‌است.